# Stoubach

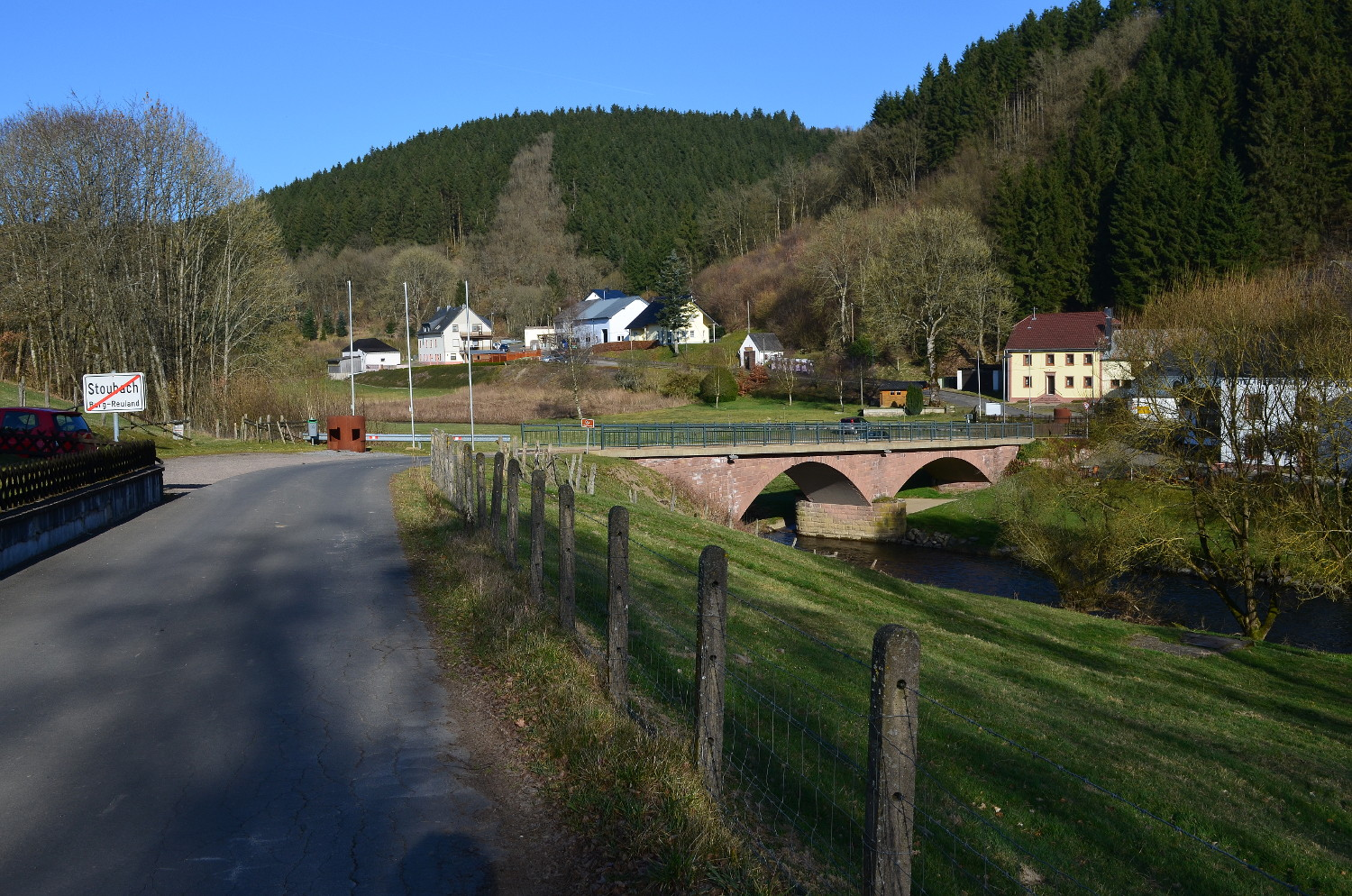
Stupbach vanuit Stoubach gezien

Stoubach is een gehucht in de deelgemeente Reuland van de Duitstalige gemeente Burg-Reuland in de Belgische provincie Luik. Het dorpje telt 18 inwoners. Stoubach ligt aan de Our en grenst aan het Duitse plaatsje Stupbach dat tot de gemeente Lützkampen behoort. Deze twee dorpjes zijn met elkaar verbonden door een brug over de Our. De brug raakte zwaar beschadigd tijdens de Tweede Wereldoorlog maar werd herbouwd tussen 1953 en 1955.

## Geschiedenis
Stoubach en Stupbach vormden tot 1920 één dorp dat tot Duitsland behoorde. Het Verdrag van Versailles bepaalde echter dat Duitsland het gebied Eupen-Malmedy aan België  moest afstaan en dat de Our de nieuwe Duits-Belgische grens werd. Hierdoor werden Stupbach en Stoubach gedeeld in een Duitse en een Belgisch deel. In 1940 annexeerde Duitsland het gebied opnieuw en werden de dorpjes weer verenigd. Na de Tweede Wereldoorlog werd Stoubach/Stupbach opnieuw langs de Our gedeeld. Deze deling verklaart dan ook de twee spellingsvarianten van de plaatsnaam. Stupbach is namelijk de spellingsvariant voor het Duitse deel terwijl Stoubach de Belgisch-Franstalige spellingsvariant voor het Belgische deel is.
Deelgemeenten: Reuland · Thommen

Overige kernen: Aldringen · Alster · Auel · Bracht · Braunlauf · Diepert · Dürler · Espeler · Grüfflingen · Koller · Lascheid · Lengeler · Maldingen · Malscheid · Maspelt · Oberhausen · Oudler · Ouren · Richtenberg · Steffeshausen · Stoubach · Weidig · Weisten · Weweler

Belgische gemeenten · Duitstalige Gemeenschap · Arrondissement Verviers · Luik · Wallonië